# Wit bosvogeltje
Het wit bosvogeltje (Cephalanthera longifolia) is een Euraziatische orchidee. Ze wordt in België en Nederland met uitsterven bedreigd.
De plant dankt haar naam aan de witte bloemen en de favoriete standplaats.

## Naamgeving enetymologie
Synoniemen: Cephalanthera ensifolia (Murr) Rich., Cephalanthera xiphophyllum (Ehrh.) Rchb., Cephalanthera angustifolia Simonkai, Cephalanthera pallens (Jundz.) Rich.
- Nederlands: Wit bosvogeltje

De botanische naam Cephalanthera is een samenstelling van Oudgrieks κεφαλή (kephalē), hoofd en ἀνθηρός (anthēros), bloeiend en wijst er op, dat de helmknop er als een hoofdje uitziet. De soortaanduiding longifolia komt van het Latijnse longus (lang) en folium (blad), en slaat op de lange bladeren.

## Kenmerken

### Plant
De plant kan 15-50 cm hoog worden. Het is een vaste plant (geofyt) die elk jaar vanuit ondergrondse wortelknol opnieuw een bloemstengel vormt. Het wit bosvogeltje heeft talrijke bladeren en een duidelijk gescheiden, dicht- tot losbloemige bloeiaar met tien tot twintig bloemen. De stengel is bovenaan vaak iets gebogen en geribbeld.

### Bladeren
Er is geen bladrozet. De stengelbladeren staan schijnbaar in twee rijen ingeplant en zijn afstaand tot overhangend. Ze zijn groen, ongevlekt, lang, lijnlancetvormig met duidelijke nerven. De onderste schutbladeren zijn bladachtig, de hogere korter dan het vruchtbeginsel.

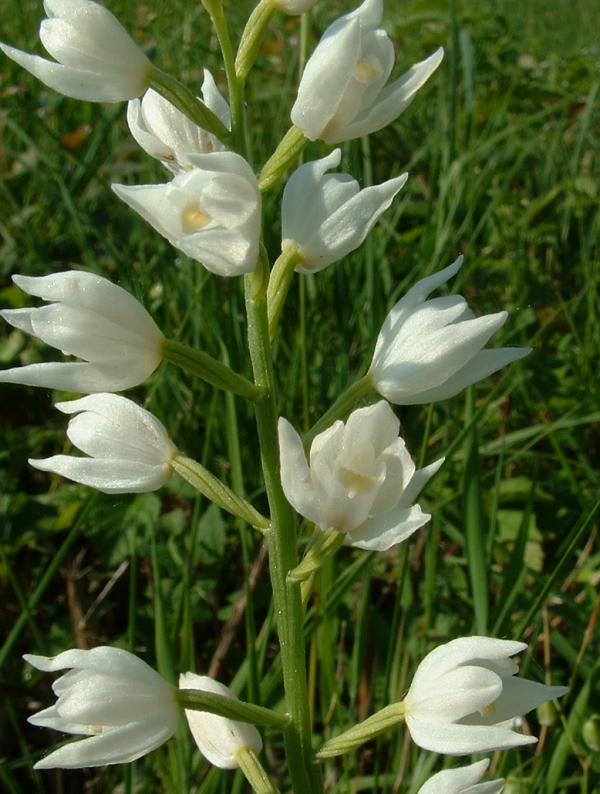
Wit bosvogeltje, detail bloem

### Bloemen
De bloemen zijn geurend, zuiver wit, tot 16 mm groot. Ze komen meestal open. De sepalen of kelkbladen zijn spits, de petalen of kroonbladeren eerder stomp. De lip is bootvormig, slechts half zo lang als de sepalen, en heeft een hypochiel met een duidelijke gele of oranje vlek en vijf tot zeven parallelle lijsten. Er is geen spoor.
De bloeitijd is van mei tot midden-juli.

## Habitat
Het wit bosvogeltje prefereert kalkrijke gronden op lichte beschaduwde plaatsen: hellingbossen, bosranden, struweelzomen, oude loof- en naaldbossen, zelden in kalkrijke duinvalleien. In de bergen tot 2000 m.

## Verspreiding en voorkomen
Het wit bosvogeltje komt over heel Europa voor, vanaf Ierland tot in het Midden-Oosten en Noord-Afrika.
In Vlaanderen is ze bekend van twee vindplaatsen, waarvan één in de Antwerpse Haven op kalkrijke zandgrond en één in de Mergels van Gelinden. In Wallonië is ze iets algemener.
In Nederland werden ze vroeger aangetroffen op enkele plaatsen in Zuid-Limburg, Noord-Brabant, in de duinen van Noord-Holland en in Drenthe; in Zuid-Limburg komen nog enkele exemplaren voor.

## Verwante en gelijkende soorten
Het wit bosvogeltje kan door zijn kleur en vorm enkel verward worden met het sterk verwante bleek bosvogeltje (Cephalanthera damasonium), dat een vergelijkbare habitatkeuze heeft. Het zuivere wit van de bloemen en de lange, spitse bladeren van het wit bosvogeltje zijn echter een duidelijk kenmerk.
Verwarring met de eveneens witbloemige welriekende nachtorchis (Platanthera bifolia) en bergnachtorchis (Platanthera chlorantha) is bijna uitgesloten door de vorm van de bloemen en het grote aantal bladeren van het wit bosvogeltje.

## Bedreiging en Bescherming
Het wit bosvogeltje staat op de Belgische Rode lijst als ‘met uitsterven bedreigd’. Op de Nederlandse Rode Lijst (planten) staat ze als ‘zeer zeldzaam’ en ‘sterk afgenomen’. In Nederland is de plant vanaf 1 januari 2017 niet meer wettelijk beschermd.